# Nasty (bài hát)
"Nasty" là một bài hát của ca sĩ người Mỹ Janet Jackson nằm trong album phòng thu thứ ba của cô, Control (1986). Nó được phát hành làm đĩa đơn vào năm 1986, và đã đạt vị trí thứ 3 trên bảng xếp hạng Billboard Hot 100 và thứ nhất trên Hot R&B/Hip-Hop Songs, cũng như được xem là một trong những bài hát thương hiệu của Jackson. Câu hát "My first name ain't baby, it's Janet – Miss Jackson if you're nasty" cũng trở nên phổ biến và thường xuyên được sử dụng trong nền văn hóa đại chúng qua nhiều hình thức khác nhau.
"Nasty" thắng giải Đĩa đơn Soul/R&B được yêu thích tại giải thưởng Âm nhạc Mỹ 1987. Nó lần lượt đứng thứ 30, 45 và 75 trong danh sách 100 Bài hát hay nhất trong 25 năm qua và 100 Bài hát hay nhất thập niên 80 của VH1, cũng như 100 Bài hát xuất sắc nhất của Rolling Stone. Nữ ca sĩ Britney Spears đã hát lại "Nasty", cùng với "Black Cat" trong chuyến lưu diễn đầu tay của cô ...Baby One More Time Tour và nhiều lần thể hiện sự trân trọng đến bài hát và video của nó. Bài hát cũng xuất hiện trong các trò chơi như DJ Hero 2, Dance Central 2, và Lips.

## Danh sách bài hát
Đĩa 7" tại Mỹ, Vương quốc Anh và châu Âu
A. "Nasty" (Remix) – 3:40
B. "You'll Never Find (A Love Like Mine)" – 4:08
Đĩa 12" tại Mỹ và châu Âu
Đĩa 12" giới hạn tại Úc
A1. "Nasty" (mở rộng) – 6:00
B1. "Nasty" (không lời) – 4:00
B2. "Nasty" (A Cappella) – 2:55
Đĩa 12" tại Mỹ và châu Âu – Cool Summer Mix Parts I and II
A. "Nasty" (Cool Summer Mix Part I) – 7:57
B. "Nasty" (Cool Summer Mix Part II) – 10:09
Đĩa 12" tại Vương quốc Anh
A1. "Nasty" (mở rộng) – 6:00
B1. "Nasty" (không lời) – 4:00
B2. "You'll Never Find (A Love Like Mine)" – 4:08

## Xếp hạng
| Bảng xếp hạng (1986–87)          | Vị trí cao nhất |
| -------------------------------- | --------------- |
| Australian Kent Music Report     | 17              |
| Austrian Singles Chart           | 21              |
| Belgian Singles Chart (Flanders) | 4               |
| Canadian Singles Chart           | 8               |
| Dutch Top 40                     | 5               |
| French Singles Chart             | 99              |
| German Singles Chart             | 9               |
| Italian Singles Chart            | 14              |
| Irish Singles Chart              | 20              |
| New Zealand Singles Chart        | 8               |
| Swiss Singles Chart              | 8               |
| UK Singles Chart                 | 19              |
| US Billboard Hot 100             | 3               |
| US Hot R&B/Hip-Hop Songs         | 1               |
| US Hot Dance Club Songs          | 2               |

| Bảng xếp hạng (1986) | Vị trí |
| -------------------- | ------ |
| US Billboard Hot 100 | 58     |

| Quốc gia                                                                           | Chứng nhận | Số đơn vị/doanh số chứng nhận |
| ---------------------------------------------------------------------------------- | ---------- | ----------------------------- |
| Canada (Music Canada)                                                              | Vàng       | 40,000^                       |
| Hoa Kỳ (RIAA)                                                                      | Vàng       | 500,000^                      |
| * Chứng nhận dựa theo doanh số tiêu thụ. ^ Chứng nhận dựa theo doanh số nhập hàng. |            |                               |